# Géographie d'Indre-et-Loire

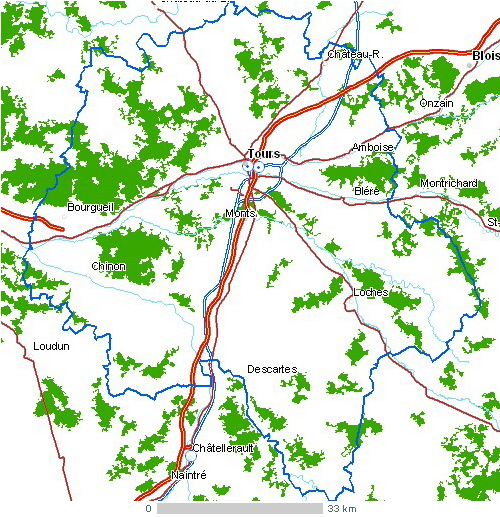
Carte d'Indre-et-Loire

Le département d'Indre-et-Loire correspond à l'ancienne province de Touraine, à laquelle fut ajouté, à l'Ouest du département, une partie de l’Anjou depuis Bourgueil sur la Loire jusqu’à Château-la-Vallière au Nord-Ouest. Lui fut ajouté aussi le Richelais autrefois en Poitou au sud de la vallée de la Vienne et un fragment de la gâtine du Maine au-delà de la forêt de Beaumont. Il a abandonné au Loir-et-Cher des terroirs aux champs ouverts au nord-est de Château-Renault et une partie des cours supérieurs de la Loire, de l'Amasse et du Cher, en particulier le petit pays de Montrichard et Pontlevoy et surtout abandonné au département de l'Indre une partie sud-est de la cité gallo-romaine, à savoir les hautes vallées de l'Indre et de l'Indrois, de la Claise avec la mythique Brenne tourangelle, plus importante que la berrichonne et la rive méridionale de la Creuse également tourangelle en amont dès la forêt de la Guerche et jusqu'à La Roche-Posay.
Il est aujourd'hui un des départements de la région Centre-Val de Loire.
Il est limitrophe des départements de l'Indre, de Loir-et-Cher, de Maine-et-Loire, de la Sarthe et de la Vienne. Sa superficie est de 6 127 km2.

## Géographie physique

### Relief et Géologie
L'Indre-et-Loire se situe à l'extrémité sud du Bassin parisien, sa topographie est assez vallonnée au sud, alors que le nord demeure tabulaire.

### Hydrographie

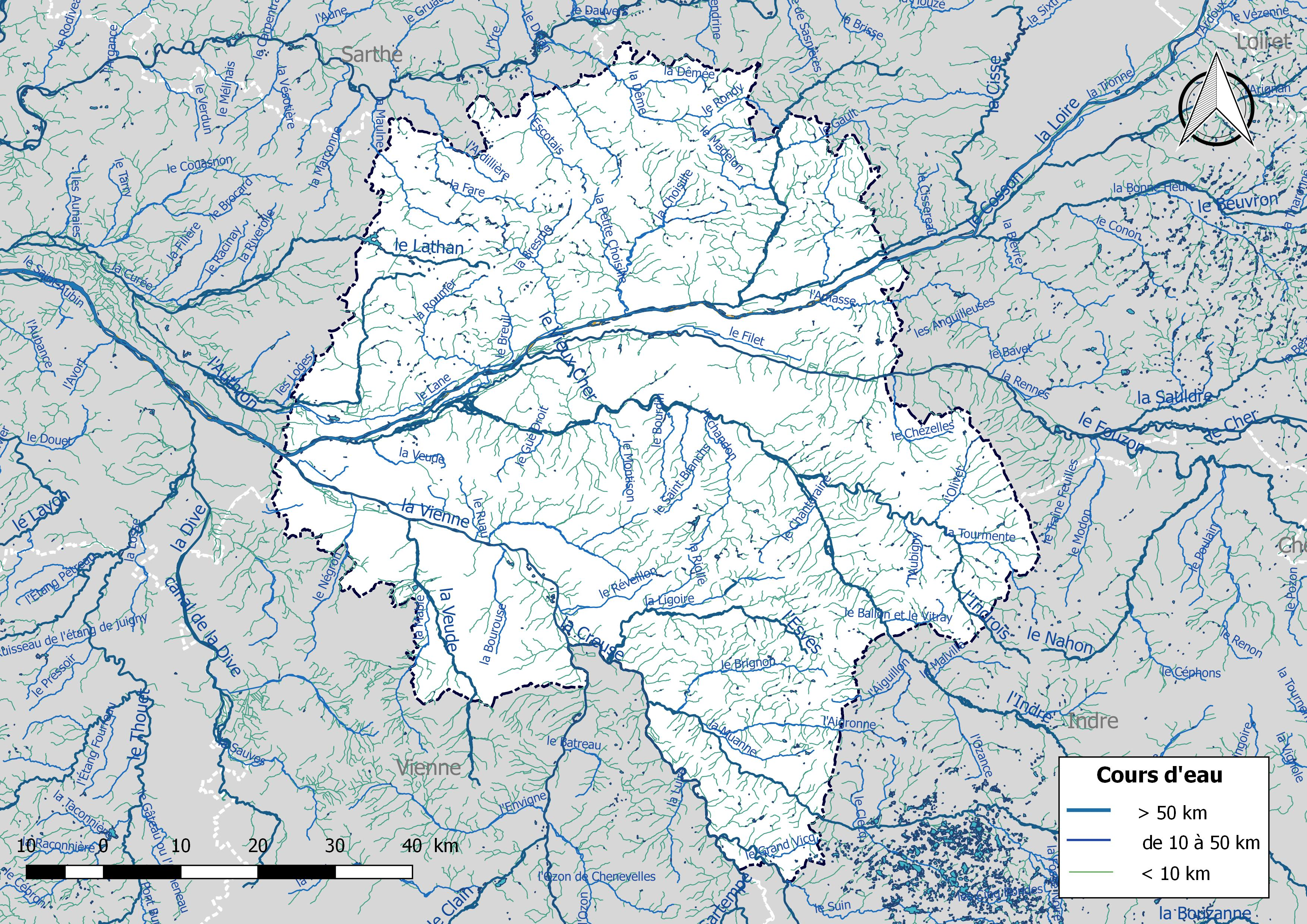
Carte de l'ensemble du réseau hydrographique d'Indre-et-Loire.

Le département d'Indre-et-Loire est entièrement situé dans le bassin hydrographique de la Loire, à savoir le bassin Loire-Bretagne. D'une longueur de 3 200 km, le réseau hydrographique départemental comprend 11 cours d'eau de longueur supérieure à 50 km et 61 de longueur supérieure à 10 km. Deux plans d'eau remarquables complètent ce réseau : l'étang du Louroux et le lac de Rillé.

#### Domaine public fluvial de l'État
La section de la Loire traversant le département d'Indre-et-Loire, incluse dans la section de la Loire du bec d'Allier à Bouchemaine,  ainsi que trois sections du Cher, de la Vienne et de la Creuse, appartiennent au domaine public fluvial de l'État.
| Élément du DPF                         | Transfert de propriété                          | Propriétaire | Gestionnaire | Limite amont du DPF                              | Limite aval                                                     | Navigabilité  |
| -------------------------------------- | ----------------------------------------------- | ------------ | --- | ------------------------------------------------ | --------------------------------------------------------------- | ------------- |
| La Loire du Bec d’Allier à Bouchemaine | Intransférable (cours d’eau d’intérêt national) | État         | DDT des départements traversés | Bec d’Allier                                     | Bouchemaine (Maine-et-Loire)                                    | Non navigable |
| Le Cher                                | Non transféré                                   | État         | - DDT des départements traversés - Syndicat intercommunal pour l’entretien et l’exploitation du Cher canalisé, par AOT sur une partie du Cher canalisé | Moulin d’Enchaume, à Vaux (Allier)               | Confluence avec la Loire, à Villandry                           | Non navigable |
| La Creuse                              | Non transféré                                   | État         | DDT des départements traversés | Moulin de Saint-Marin à Saint-Marcel (Indre)     | Confluence avec la Vienne                                       | Non navigable |
| La Vienne                              | Non transféré                                   | État         | DDT des départements traversés | Moulin de Chitré, à Vouneuil-sur-Vienne (Vienne) | Confluence avec la Loire à Candes-Saint-Martin (Indre-et-Loire) | Non navigable |

#### Bassins versants
Les bassins hydrographiques sont découpés dans le référentiel national BD Carthage en éléments de plus en plus fins, emboîtés selon quatre niveaux : régions hydrographiques, secteurs, sous-secteurs et zones hydrographiques. Le département est partagé en trois régions hydrographiques. Par ailleurs les secteurs et sous-secteurs peuvent être regroupés en dix grands bassins versants : le Loir, la Loire, l'Authion, le Cher, l'Indre, l'Indrois, la Vienne, la Creuse, la Claise et la Veude. La plupart sont décomposables en sous-bassins versants qui correspondent à des assemblages de zones hydrographiques. Ainsi le bassin de la Loire peut être décomposé dans les sous-bassins de la Brenne, de la Cisse, de la Choisille, de la Bresme et de la Loire.

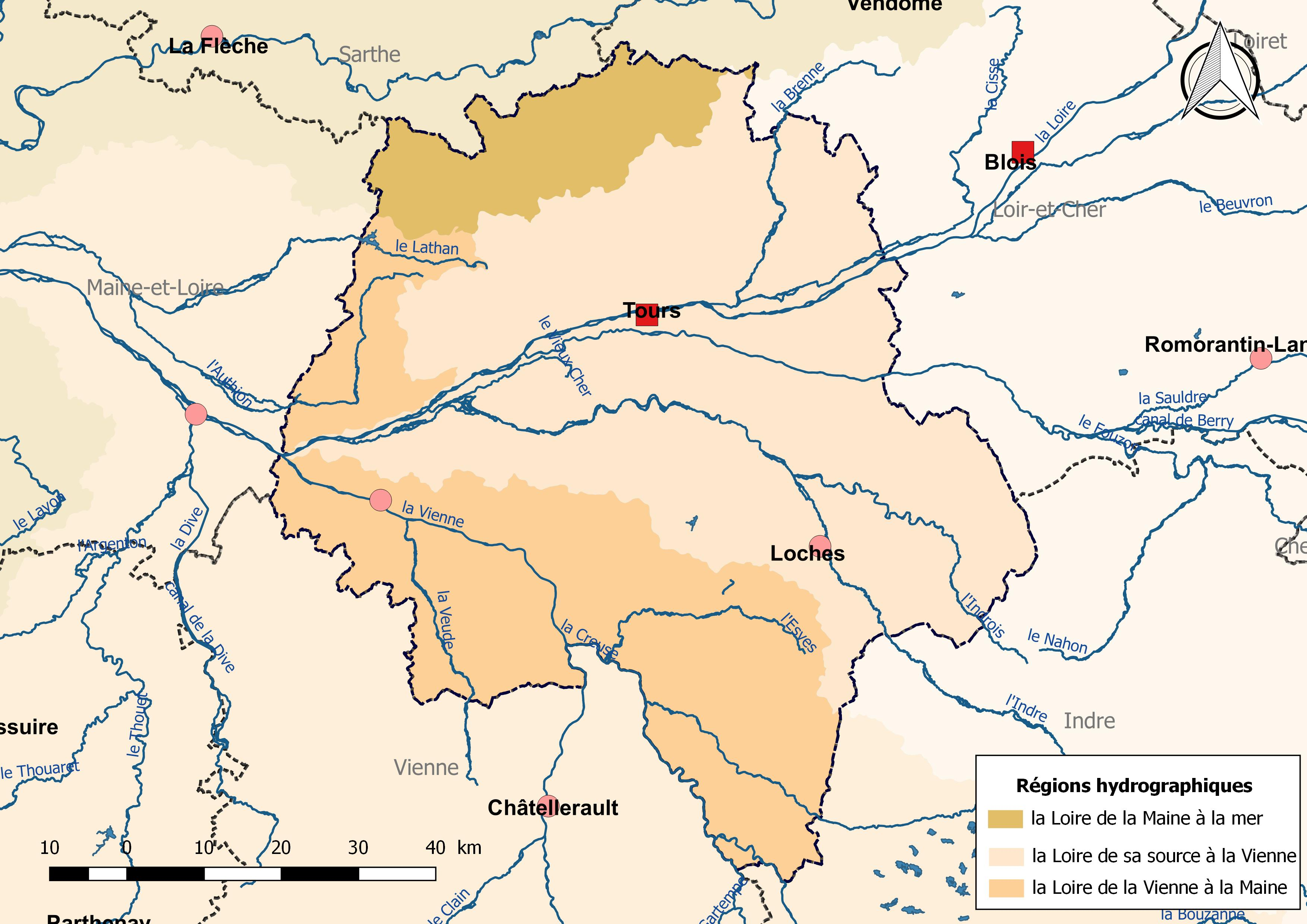
L'Indre-et-Loire est partagé en trois régions hydrographiques.
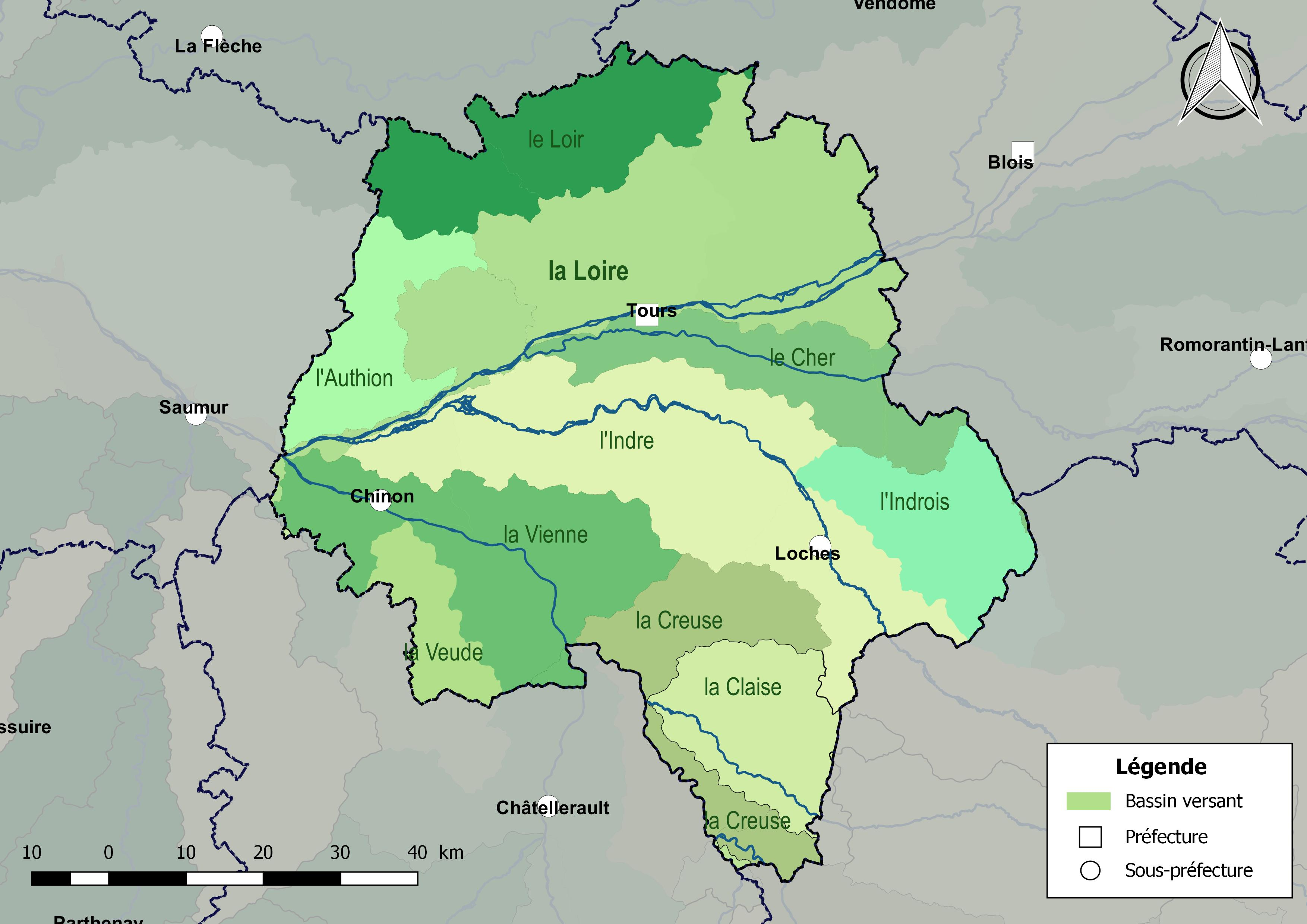
Les dix principaux bassins versants d'Indre-et-Loire.

## Régions naturelles
- Le Savignéen
- Gâtines du nord-ouest (Le Croissant Boisé)
- Influence du Loir
- Gâtines du Nord
- La Confluence Loire-Vienne
- Le Val de Loire
- Plateau d'Amboise
- Vallée du Cher
- Le Ruchard (Plateau de Chinon)
- Plateau des Champeignes
- Plateau de Sainte-Maure
- Gâtines Loches-Montrésor
- Vallée de l'Indre
- Boutonnière de Ligueil
- Gâtines du sud Touraine
- Vallée de la Vienne
- Vallée de la Creuse
- Le Richelais[3]

### Les Parcs naturels
Un Parc naturel régional concerne en partie le département d'Indre-et-Loire : le parc naturel régional Loire-Anjou-Touraine, situé entre Angers (Maine-et-Loire) et Tours.

### Les forêts
On peut découper l'Indre-et-Loire en sept grandes zones.
Le Confins Baugeois - Touraine
Son taux de boisement est de 38,2 % représentant une superficie forestière de 32 500 ha.
Les grands massifs de cette zone sont ceux de Château-la-Vallière, Champchevrier et le Mortier aux Moines.
La Gâtine du Nord
Son taux de boisement est de 18,3 % représentant une superficie forestière de 22 000 ha.
Les grands massifs de cette zone sont ceux de Beaumont-la-Ronce avec la forêt de Gastines, Nouzilly et Château-Renault.
Le Val d’Anjou
Son taux de boisement est de 6,5 % représentant une superficie forestière de 600 ha.
La Champeigne tourangelle
Son taux de boisement est de 12,3 % représentant 11 600 ha.
Les grands massifs de cette zone sont ceux du bois de la Duporterie et la forêt de Larçay.
La Gâtine du Sud
Son taux de boisement est de 24 % représentant 55 100 ha. L’ONF gère environ 20 % de cette surface (Loches et Chinon).
Les grands massifs de cette zone sont ceux de Loches, d'Amboise, de Chinon, de Brouard, de Beaugerais, la forêt de Preuilly.
Le Richelais
Son taux de boisement est de 16,6 % pour 8 700 ha. Les grands massifs de cette zone sont ceux de la forêt de Fontevraud, les bois de Saint-Gilles et de Villevert.
Les Brandes
Son taux de boisement est de 22 % avec 4 800 ha.
Les grands massifs de cette zone sont ceux du bois des Cours (Barrou), du parc de Boussay et du bois d'Après (Yzeures).

## Géographie humaine

### Villes Importantes
- Préfecture et sous-préfectures : Tours, Loches, Chinon.
- Autres Villes de plus de 5 000 habitants: Joué-lès-Tours, Saint-Cyr-sur-Loire, Saint-Pierre-des-Corps, Saint-Avertin, Amboise, Fondettes, Chambray-lès-Tours, Montlouis-sur-Loire, La Riche, Ballan-Miré, Monts, Veigné, Château-Renault, Bléré et Luynes.

### Axes de communication
- Autoroute A10
- Autoroute A28
- Autoroute A85
- Autoroute A110
- Périphérique de Tours